# Neoga
Neoga ist eine Stadt im Cumberland County im US-amerikanischen Bundesstaat Illinois. Das U.S. Census Bureau hat bei der Volkszählung 2020 eine Einwohnerzahl von 1.398 ermittelt.
Neoga, dessen Name aus der Sprache der Kickapoo stammt und Hirsch bedeutet, wurde im Jahr 1856 gegründet.

## Geografie
Neoga liegt auf 39°19'18" nördlicher Breite und 88°27'08" westlicher Länge. Die Stadt erstreckt sich über eine Fläche von 3,5 km², die ausschließlich aus Landfläche besteht.
Neoga liegt 4 km südöstlich des Lake Mattoon, eines Stausees des Little Wabash River.
Durch Neoga führt der U.S. Highway 45, der im Stadtgebiet auf einige untergeordnete Straßen trifft. Am Ostrand der Stadt verläuft die Interstate 57, die in ihrem Nord-Süd-Verlauf die kürzeste Verbindung von Chicago nach Memphis bildet.
St. Louis in Missouri liegt 191 km im Südwesten, Kentuckys größte Stadt Louisville 321 km im Südosten, Terre Haute in Indiana liegt 103 km im Osten, Chicago 312 km im Norden und Springfield, die Hauptstadt von Illinois liegt 134 km im Nordwesten.

## Demografische Daten
Bei der Volkszählung im Jahre 2000 wurde eine Einwohnerzahl von 1854 ermittelt. Diese verteilten sich auf 661 Haushalte in 475 Familien. Die Bevölkerungsdichte lag bei 530,2/km². Es gab 720 Gebäude, was einer Bebauungsdichte von 205,9/km² entsprach.
Die Bevölkerung bestand im Jahre 2000 aus 97,63 % Weißen, 0,27 % Afroamerikanern, 0,32 % Indianern, 0,32 % Asiaten und 0,92 % anderen. 0,54 % gaben an, von mindestens zwei dieser Gruppen abzustammen. 1,40 % der Bevölkerung bestand aus Hispanics, die verschiedenen der genannten Gruppen angehörten.
30,0 % waren unter 18 Jahren, 9,5 % zwischen 18 und 24, 28,9 % von 25 bis 44, 18,8 % von 45 bis 64 und 12,8 % 65 und älter. Das durchschnittliche Alter lag bei 32 Jahren. Auf 100 Frauen kamen statistisch 89,4 Männer, bei den über 18-Jährigen 86,5.
Das durchschnittliche Einkommen pro Haushalt betrug $34.500, das durchschnittliche Familieneinkommen $40.750. Das Einkommen der Männer lag durchschnittlich bei $29.405, das der Frauen bei $20.607. Das Pro-Kopf-Einkommen belief sich auf $15.173. Rund 8,9 % der Familien und 11,8 % der Gesamtbevölkerung lagen mit ihrem Einkommen unter der Armutsgrenze.